# اوتری-لو-شاتل
اوتری-لو-شاتل (به فرانسوی: Autry-le-Châtel) یک کمون در فرانسه است که در canton of Châtillon-sur-Loire واقع شده‌است. اوتری-لو-شاتل ۵۰٫۵۶ کیلومتر مربع مساحت دارد.